# Песнь древа
Песнь древа (кирг. «Дарак ыры») — драматический киномюзикл 2018 года.

## Сюжет
В первой картине люди наслаждаются жизнью, у них все хорошо, бай Базарбай выдает старшую дочь замуж за богатого жениха. У Базарбая есть и младшая дочь, Бегимай, которая дружит с Эсеном, младшим сыном вдовы Дарийки, уважаемой женщины в селении, которая, правда, не богата.

Хаос в райском месте возникает после пропажи статусной части конины — уча, которую варили для почетных гостей предстоящего тоя.
«Кочкор — суровый край, — рассказывает Дайырбеков, — там деревья сами по себе не растут, и найти дрова — большая проблема. Поэтому в ходу всегда была жива поговорка: „Если собрался жениться, запасись дровами“». 
После пропажи мяса нужно было начинать варить уча другого коня. Но дрова закончились. «А для устроителя тоя позор, если он гостей не угощает мясом. Когда Базарбаю доложили, что дров больше нет, то он настолько разозлился, что приказал срубить старое священное дерево — Мазар, которое было одно на всю округу», — о сути конфликта, который порождает хаос среди мирно живущих людей.
В период хаоса люди ненавидят друг друга. Они убивают старшего сына Дарийки — Асана, Эсен вынужден покинуть родину, он разлучен с любимой девушкой. Но случайная встреча с одиноким охотником становится для него поворотной. С охотником молодой джигит проходит азы бойцовской подготовки. Суровый на первый взгляд отшельник становится гуру для молодого человека.

В период непрекращающегося хаоса бедствие терпят многие, но больше других страдают пришельцы, которым во все времена было трудно обустроиться на новом месте. Глава пришельцев Базарбай, несмотря на статусное положение бая, вынужден вместе с сородичами покинуть обжитое место. Но и в новом окружении ему трудно завоевать право на жизнь.
«В основе фильма — история моей прабабушки. Несколько семей прибыло из Казахстана в Кыргызстан, им было очень трудно устроиться на новом месте. Во время одного из тоев случайно убили сына бая соседнего села. Тогда жители другого села потребовали, чтобы была выплачена дань, но не скотом, как обычно, а головой другого человека, ибо убитый был из статусной семьи. И один аксакал из пришлых казахов, которым было трудно прижиться на кыргызских землях, решил принести себя в жертву, только чтобы его сородичи смогли дальше мирно жить среди кыргызов». — Режиссер Айбек Дайырбеков 
В фильме этот аксакал стал прототипом трагического образа Базарбая, которого блестяще сыграл известный артист Темирлан Сманбеков.

Дайырбеков с 2011 года разрабатывал сюжет своего фильма, и для него было важно понять, как действует на людей кара священного Мазара.
«Долго думал, как выразить это художественными образами и средствами. И вдруг понял, что это все легче передать через музыку и песни, нежели спецэффекты», — отметил Айбек Дайырбеков.

## В ролях
| Актёр              | Роль     |
| ------------------ | -------- |
| Темирлан Сманбеков | Базарбай |
| Омурбек Израилов   | Эсен     |
| Салтанат Бакаева   | Бегимай  |

## Награды и премии
- Гран-при кинофестиваля «Кино — детям» в Самаре (Россия)[7][8][9]
- Лучший фильм на XVII Международном кинофестивале в Дакке[10][11][12]
- Гран-при на МКФ в Казани[13]
- 8 наград местной премии «Ак илбирс»
- Благодарность от имени премьер-министра Кыргызской Республики[14][15]